# Billbergia
Die Billbergia sind eine Pflanzengattung aus der Unterfamilie Bromelioideae innerhalb der Familie der Bromeliengewächse (Bromeliaceae). Die über 60 Arten sind in der Neotropis verbreitet.

## Beschreibung und Ökologie

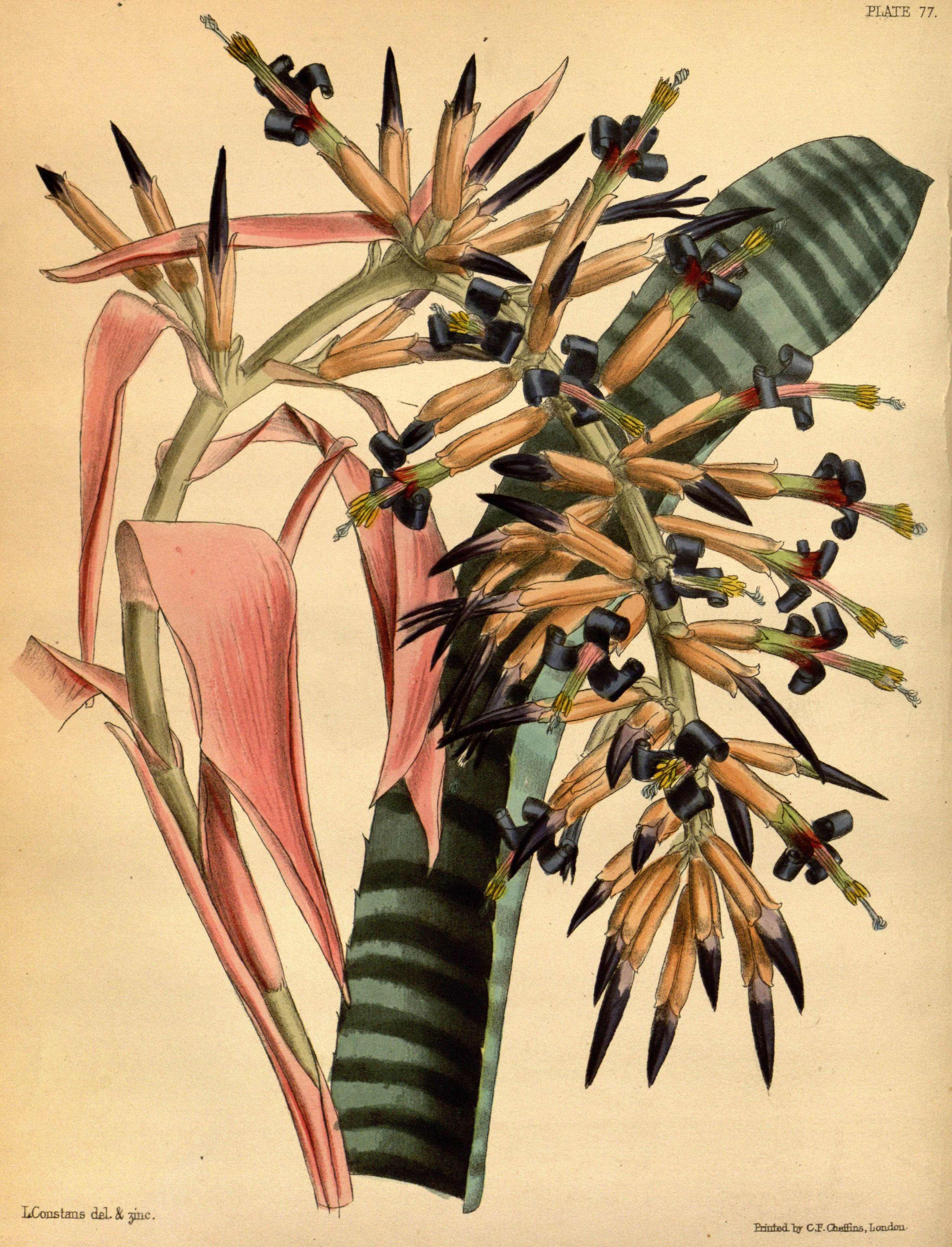
Illustration von Billbergia vittata

### Vegetative Merkmale
Die Billbergia-Arten wachsen als ausdauernde krautige Pflanzen und sind Trichter- bzw. Zisternenbromelien. Es sind meist mittelgroße Arten mit kleinen Trichterdurchmessern. Die meisten Arten sind Epiphyten, einige Arten wachsen sowohl auf Pflanzen, an Felsen, als auch direkt am Boden. In den Blatttrichtern sammeln sich Wasser. In vielen Trichtern gibt es kleine Biotope mit mehreren Tierarten und Algen und Wasserpflanzen.
Die derben Laubblätter sind immer am Rande bewehrt (wie bei allen Gattungen der Bromelioideae), mit einer Stachelspitze. Bei einigen Arten und Sorten sind die Blätter schön gefärbt. Saugschuppen sind bei vielen Arten überall auf den Blättern, oft auch auf der Infloreszenz.

### Generative Merkmale
Die Blüten sitzen zu vielen in meistens ansehnlichen, lange haltbaren Blütenständen (Infloreszenzen). Die Blütenstände hängen oft. An den Blütenständen sitzen oft auffällig gefärbte Hochblätter (Brakteen); es dominiert die Farbe Rot (meistens mit einem Blauanteil).
Die zwittrigen Blüten sind dreizählig mit doppelter Blütenhülle. Es sind drei Kelchblätter vorhanden. Die drei Kronblätter besitzen häufig verschiedene Blautöne, es gibt auch gelbe, grüne und weiße. Bei den blaublühenden Arten sind Vögel die Bestäuber. Ein wichtiges Merkmal, das sie von anderen Gattungen unterscheidet, ist, dass sich ihre Kronblätter (Petalen) einrollen, wenn sie verblühen. Die Einzelblüten blühen nur wenige Stunden und sind noch viel kürzer bestäubungsfähig. Bei den meisten Arten sind an der Basis der Kronblätter kleine Schüppchen (Ligulea). Die sechs Staubblätter und der Griffel ragen oft weit aus der Blüte heraus. Die Fruchtknoten sind unterständig. Ein großer Teil der Arten blüht nachts.

Die Blütenformel lautet:
{\displaystyle \star } bis {\displaystyle \downarrow \;K_{3}\;C_{(3)}\;A_{3+3}\;G_{\overline {(3)}}}
Die vielsamigen Beeren sind im reifen Zustand oft stark gefärbt; hier dominieren Rot bis Blau. Die Früchte werden von Tieren (vor allem von Vögeln, seltener von Fledertieren und Affen) gefressen. Die Samen werden unverdaut wieder ausgeschieden und gelangen mit dem Kot auf Äste.

## Systematik und Verbreitung
Der schwedische Botaniker Carl Peter Thunberg (1743–1828) stellte die Gattung Billbergia in Plantarum Brasiliensium ..., 3, 1821 S. 30 mit der Typusart ist Billbergia speciosa auf. Der Gattungsname Billbergia ehrt den schwedischen Botaniker und Zoologen Gustaf Johan Billberg (1772–1844).
Die Areale von Billbergia-Arten erstrecken sich vom südlichen Mexiko bis nach Bolivien und bis zum nördlichen Argentinien. Das Entwicklungszentrum, mit der größten Artenzahl, ist Brasilien.
| Es gibt über 60 Billbergia-Arten und einige Varietäten, hier die vollständige Liste nach Luther 2008: |
| - Billbergia acreana H.Luther: Sie kommt nur im brasilianischen Bundesstaat Acre vor. - Billbergia alfonsi-joannis Reitz: Sie gedeiht als Epiphyt in Wäldern in Höhenlagen von etwa 700 Metern nur im brasilianischen Bundesstaat Santa Catarina. - Billbergia amoena (Loddiges) Lindl.: Sie gedeiht terrestrisch, lithophytisch sowie epiphytisch. Sie kommt mit einigen Subtaxa in Brasilien vor: - Billbergia amoena (Loddiges) Lindl. var. amoena (Syn.: Billbergia chlorocyanea de Vriese, Billbergia discolor (Loisel.) Beer, Billbergia laevis Van Tieghem, Billbergia pallens hort. ex Rivière, Billbergia pallescens C.Koch & C.D.Bouché, Billbergia pallida (Ker Gawl.) Beer, Billbergia pallidiflora hort. ex E.Morren, Billbergia speciosa sensu Baker non Thunb., Billbergia variegata (Vellozo) Beer, Billbergia wiotiana de Jonghe ex Mez, Billbergia wacketii Mez): Sie gedeiht terrestrisch, lithophytisch sowie epiphytisch in Höhenlagen von 0 bis 1050 Metern. - Billbergia amoena var. carnea E.Pereira: Sie kommt nur im brasilianischen Bundesstaat Minas Gerais vor. - Billbergia amoena var. cylindracea E.Pereira: Sie kommt nur im brasilianischen Bundesstaat Rio de Janeiro vor. - Billbergia amoena var. flavescens Reitz: Sie kommt nur im brasilianischen Bundesstaat Rio de Janeiro vor. - Billbergia amoena var. minor (Antoine & Beer) L.B.Sm. (Syn.: Billbergia binoti R.Gerard, Pitcairnia decora Linden ex Beer, Billbergia decora hortus ex Beer, Billbergia pyramidalis var. minor Antoine & Beer ex Beer, Billbergia speciosa Thunb. non Baker, Billbergia thunbergiana hort. ex Baker, Billbergia variegata E.Morren): Sie kommt in Höhenlagen von etwa 1300 Metern nur im brasilianischen Bundesstaat Minas Gerais vor. - Billbergia amoena var. robertiana E.Pereira & Leme: Sie kommt nur im brasilianischen Bundesstaat Espírito Santo vor. - Billbergia amoena var. stolonifera E.Pereira & Moutinho: Sie kommt nur im brasilianischen Bundesstaat Rio de Janeiro vor. - Billbergia amoena var. stolonifera f. viridiflora E.Pereira & Moutinho: Sie kommt nur im brasilianischen Bundesstaat Rio de Janeiro vor. - Billbergia amoena var. viridis L.B.Sm.: Sie kommt nur in den brasilianischen Bundesstaaten Espirito Santo sowie Rio de Janeiro in Höhenlagen von bis zu 1400 Metern vor. - Billbergia brachysiphon L.B.Sm.: Es gibt drei Varietäten: - Billbergia brachysiphon L.B.Sm. var. brachysiphon: Sie gedeiht terrestrisch oder epiphytisch in Trockenwäldern oder Regenwäldern in Höhenlagen von etwa 425 Metern in den brasilianischen Bundesstaaten Amapá, Pará sowie Mato Grosso. - Billbergia brachysiphon var. breviflora H.Luther: Sie kommt in Höhenlagen von etwa 900 Metern in Ecuador nur in Zamora-Chinchipe vor. - Billbergia brachysiphon var. paraensis L.B.Smith: Sie gedeiht epiphytisch im kolumbianischen Caqueta und in den brasilianischen Bundesstaaten Acre, Amapá sowie Pará. - Billbergia bradeana L.B.Sm.: Sie gedeiht terrestrisch in Wäldern in Höhenlagen von etwa 1800 Metern nur im brasilianischen Bundesstaat Espírito Santo. - Billbergia brasiliensis L.B.Sm. (Syn.: Billbergia ianthina hort. ex E.Morren, Billbergia kuhlmannii L.B.Sm., Billbergia leopoldii (hort. Verschaff. ex Lem.) Linden ex Houllet, Billbergia mohammadii R.Vásquez & Ibisch, Billbergia nuptialis hort. Makoy ex E.Morren, Billbergia velascana Cárdenas): Sie gedeiht terrestrisch, lithophytisch oder epiphytisch in den brasilianischen Bundesstaaten Santa Catarina sowie Rio de Janeiro. - Billbergia cardenasii L.B.Sm.: Sie kommt in Bolivien vor. - Billbergia castelensis E.Pereira: Sie gedeiht epiphytisch nur im brasilianischen Bundesstaat Espírito Santo. - Billbergia chiapensis Matuda: Sie gedeiht epiphytisch in Höhenlagen von etwa 1200 Metern nur im mexikanischen Bundesstaat Chiapas. - Billbergia chlorantha L.B.Sm.: Sie kommt nur im brasilianischen Bundesstaat Espírito Santo vor. - Billbergia chlorosticta hort. Saunders (Syn.: Billbergia saundersii hort. Bull ex K.Koch, Billbergia saundersii hort. Bull ex Dombrain): Sie soll aus Brasilien stammen und wurde anhand eines kultivierten Exemplares erstbeschrieben. - Billbergia ×claudioi Leme: Es handelt sich um eine Naturhybride aus Billbergia distachia var. distachia × Billbergia vittata, die lithophytisch nur im brasilianischen Bundesstaat Rio de Janeiro gedeiht. - Billbergia cylindrostachya Mez (Syn.: Billbergia maxima C.Chev.): Sie kommt nur im brasilianischen Bundesstaat Rio de Janeiro vor. - Billbergia dasilvae Leme: Sie gedeiht epiphytisch nur im brasilianischen Bundesstaat Rondônia. - Billbergia debilis E.Pereira: Sie kommt nur im brasilianischen Bundesstaat Bahia vor. - Billbergia decipiens Pereira & Reitz: Sie gedeiht an Felsen nur im brasilianischen Bundesstaat Rio de Janeiro. - Billbergia decora Poepp. & Endl. (Syn.: Billbergia baraquiniana Lem., Billbergia boliviensis Baker): Sie gedeiht epiphytisch in Wäldern in Höhenlagen von 135 bis 1350 Metern in Peru, Bolivien und Brasilien. - Billbergia distachia (Vellozo) Mez (Syn.: Billbergia distaceia (Vellozo) Mez): Es gibt vier Varietäten in Brasilien: - Billbergia distachia var. concolor Reitz: Sie gedeiht epiphytisch in Wäldern in den brasilianischen Bundesstaaten Rio de Janeiro sowie Santa Catarina. - Billbergia distachia (Vellozo) Mez var. distachia (Syn.: Billbergia bakeri sensu Lindm. non E.Morren, Billbergia burchellii Baker, Billbergia caespitosa Lindm., Billbergia ensifolia Baker, Billbergia regeliana Mez): Sie gedeiht epiphytisch und terrestrisch im Küstengebüsch (Restinga) sowie im Regenwald in Höhenlagen von 0 bis 1800 Metern in Brasilien. - Billbergia distachia var. maculata Reitz: Sie kommt nur im brasilianischen Bundesstaat Santa Catarina vor. - Billbergia distachia var. straussiana (Wittmack) L.B.Smith (Syn.: Billbergia bakeri var. straussiana Wittm., Billbergia bakeri E.Morren non Lindm., Billbergia pallescens sensu Baker, Billbergia amoena var. cernua Beer ex E.Morren): Sie kommt nur im brasilianischen Bundesstaat Santa Catarina vor. - Billbergia eloiseae L.B.Smith & R.W.Read: Sie wurde 1983 anhand eines kultivierten Exemplares, das aus Kolumbien stammt, erstbeschrieben. - Billbergia euphemiae E.Morren: Es gibt vier Varietäten im östlichen Brasilien: - Billbergia euphemiae E.Morren var. euphemiae (Syn.: Billbergia repens hort. ex E.Morren): Sie gedeiht lithophytisch oder epiphytisch in Wäldern in den brasilianischen Bundesstaaten von Bahia bis Rio de Janeiro. - Billbergia euphemiae var. nudiflora L.B.Sm.: Sie kommt in den brasilianischen Bundesstaaten Minas Gerais sowie Espírito Santo vor. - Billbergia euphemiae var. purpurea M.B.Foster: Sie gedeiht in voller Sonne auf Felsen nur im brasilianischen Bundesstaat Espírito Santo. - Billbergia euphemiae var. saundersioides L.B.Sm.: Sie kommt nur im brasilianischen Bundesstaat Bahia vor. - Billbergia formosa Ule: Sie kommt nur in der peruanischen Region Loreto vor. - Billbergia fosteriana L.B.Sm.: Sie kommt nur im brasilianischen Bundesstaat Bahia vor. - Billbergia horrida Regel: Es gibt zwei Varietäten: - Billbergia horrida Regel var. horrida: Sie gedeiht epiphytisch in Höhenlagen von etwa 300 Metern in Brasilien. - Billbergia horrida var. tigrina hortus ex Baker: Sie wurde anhand eines kultivierten Exemplares erstbeschrieben und über sie ist wenig bekannt. - Billbergia incarnata (Ruiz & Pavón) Schultes f.: Sie kommt nur in der peruanischen Region Huanuco vor. - Billbergia iridifolia (Nees & Martius) Lindl.: Es gibt zwei Varietäten im östlichen Brasilien: - Billbergia iridifolia var. concolor L.B.Sm.: Sie gedeiht lithophytisch nur im brasilianischen Bundesstaat Espírito Santo. - Billbergia iridifolia (Nees & Martius) Lindl. var. iridifolia (Syn.: Billbergia iridifolia var. iridifolia hort. ex E.Morren, Billbergia iridiflora hort. ex E.Morren): Sie gedeiht lithophytisch und epiphytisch in Höhenlagen von 0 bis 1140 Metern in den brasilianischen Bundesstaaten Bahia bis Rio de Janeiro. - Billbergia issingiana T.Krömer & E.Gross: Sie wurde 2001 in Die Bromelie erstbeschrieben. Sie wurde bisher nur als Epiphyt im „Yungas-Waldland“ in einer Höhenlage von etwa 1300 Metern nur in der Provinz Sud Yungas im bolivianischen Departamento La Paz gefunden. - Billbergia jandebrabanderi R.Vásquez & Ibisch: Sie wurde 2003 in Die Bromelie erstbeschrieben. Sie gedeiht epiphytisch in großen Gruppen in Höhenlagen von 300 bis 500 Metern in Bolivien in Santa Cruz sowie Cochabamba. - Billbergia kautskyana E.Pereira: Dieser Endemit gedeiht in einer Höhenlage von etwa 800 Metern nur im brasilianischen Bundesstaat Espírito Santo. - Billbergia laxiflora L.B.Sm.: Sie gedeiht epiphytisch in Regenwäldern in Höhenlagen von etwa 650 Metern nur im brasilianischen Bundesstaat Espírito Santo. - Billbergia leptopoda L.B.Sm.: Sie gedeiht epiphytisch und terrestrisch in einer Höhenlage von etwa 765 Metern in den brasilianischen Bundesstaaten Espírito Santo sowie Minas Gerais. - Billbergia lietzei E.Morren: Es gibt zwei Varietäten im brasilianischen Bundesstaat Rio de Janeiro: - Billbergia lietzei var. chlorantha E.Morren - Billbergia lietzei E.Morren var. lietzei - Billbergia lymanii E.Pereira & Leme: Es gibt zwei Varietäten im östlichen Brasilien: - Billbergia lymanii var. angustifolia E.Pereira & Leme: Sie kommt nur im brasilianischen Bundesstaat Rio de Janeiro vor. - Billbergia lymanii E.Pereira & Leme var. lymanii: Sie kommt nur im brasilianischen Bundesstaat Espírito Santo vor. - Billbergia macracantha E.Pereira: Sie gedeiht epiphytisch nur im brasilianischen Bundesstaat Rio de Janeiro. - Billbergia macrocalyx Hook. (Syn.: Billbergia quintutiana hort. Makoy ex Baker, Billbergia quintusiana hort. Makoy ex Wittm.): Sie kommt in den brasilianischen Bundesstaaten Bahia sowie Minas Gerais vor. - Billbergia macrolepis L.B.Sm. (Syn.: Billbergia pallidiflora sensu Mez non Liebmann, Billbergia richterana E.Pereira, Billbergia richterana var. bicolor E.Pereira): Sie gedeiht epiphytisch in Höhenlagen von 60 bis 200 Metern in Panama, Costa Rica, Kolumbien, Venezuela und vielleicht Brasilien. - Billbergia magnifica Mez: Es gibt zwei Varietäten: - Billbergia magnifica var. acutisepala Hassler: Sie gedeiht auf Bäumen im „Campo Serrado“ in Paraguay nur Esperanza. - Billbergia magnifica Mez var. magnifica: Sie gedeiht epiphytisch in Dickichten und Wäldern in Brasilien und Paraguay. - Billbergia manarae Steyermark: Dieser Endemit gedeiht auf Felsen in Höhenlagen von etwa 1000 Metern in Venezuela nur im Distrito Federal. - Billbergia matogrossensis Leme: Sie wurde 2014 aus dem brasilianischen Bundesstaat Mato Grosso erstbeschrieben. Sie gedeiht epiphytisch in der Cerrado-Vegetation in Höhenlagen von etwa 400 Metern. - Billbergia meyeri Mez (Syn.: Billbergia leucantha Hoehne): Sie gedeiht epiphytisch, manchmal in Blattscheiden von Palmen, in Höhenlagen von etwa 400 Metern in Bolivien und Brasilien. - Billbergia microlepis L.B.Sm.: Dieser Endemit gedeiht in Höhenlagen von 850 bis 950 Metern in Bolivien nur in La Paz. - Billbergia minarum L.B.Sm.: Es gibt zwei Varietäten im östlichen Brasilien: - Billbergia minarum L.B.Sm. var. minarum: Sie kommt in den brasilianischen Bundesstaaten Espírito Santo sowie Minas Gerais vor. - Billbergia minarum var. viridiflora E.Pereira & Leme: Sie gedeiht terrestrisch in Höhenlagen von etwa 700 Metern nur im brasilianischen Bundesstaat Espírito Santo. - Billbergia morelii Brongn. (Syn.: Billbergia dubia hort. ex Beer, Billbergia glymiana de Vriese, Billbergia moreliana Brongn., Billbergia pulcherrima C.Koch & C.D.Bouché, Billbergia wetherelli Hook.): Sie gedeiht epiphytisch in Höhenlagen von 480 bis 800 Metern in Brasilien. - Billbergia nana E.Pereira: Sie kommt nur im brasilianischen Bundesstaat Espírito Santo vor. - Billbergia nutans H.Wendland ex Regel: Es gibt drei Varietäten: - Billbergia nutans H.Wendland ex Regel var. nutans (Syn.: Billbergia bonplandiana Gaudich. ex Mez, Billbergia linearifolia Baker, Billbergia minuta Mez): Sie gedeiht epiphytisch in Wäldern in Höhenlagen von 700 bis 1000 Metern in Brasilien, Paraguay, Uruguay und Argentinien. - Billbergia nutans var. schimperiana (Wittmack) Baker (Syn.: Billbergia amandae W.Weber, Billbergia schimperiana Wittm. ex Baker): Sie kommt in Brasilien sowie Paraguay vor. - Billbergia nutans var. striata Reitz: Sie kommt nur im brasilianischen Bundesstaat Rio Grande do Sul vor. - Billbergia oxysepala Mez (Syn.: Billbergia oxypetala Ule): Sie kommt nur im brasilianischen Bundesstaat Acre vor. - Billbergia pallidiflora Liebmann (Syn.: Billbergia mexicana Mez): Sie gedeiht epiphytisch und lithophytisch in Höhenlagen von 100 bis 1400 Metern von Mexiko über Guatemala bis Nicaragua. - Billbergia pohliana Mez: Sie kommt nur im brasilianischen Bundesstaat Minas Gerais vor. - Billbergia porteana Brongniart ex Beer: Sie gedeiht epiphytisch und lithophytisch in Höhenlagen von 800 bis 1300 Metern in Brasilien und Paraguay. - Billbergia pyramidalis (Sims) Lindl. (Syn.: Billbergia pyramidalis var. vernicosa Pereira, Billbergia pyramidalis var. striata M.B.Foster): Es gibt drei Varietäten: - Billbergia pyramidalis var. concolor L.B.Sm. (Billbergia thyrsoidea sensu Lindl., Billbergia paxtonii Beer): Sie ist nur aus Kultur bekannt. - Billbergia pyramidalis var. lutea Leme & W.Weber: Dieser Endemit kommt nur im District of Rio das Ostras im brasilianischen Bundesstaat Rio de Janeiro vor. - Billbergia pyramidalis (Sims) Lindl. var. pyramidalis (Syn.: Billbergia thyrsoidea Mart. ex Schult. & Schult. f., Billbergia bicolor Lodd., Billbergia atrorosea Drapiez, Billbergia loddigesii Steud., Billbergia rhodocyanea hort. ex K.Koch & C.D.Bouché, Billbergia thyrsoides de Jonghe, Billbergia splendida Lem., Billbergia croyana de Jonghe ex Lem., Billbergia miniatorosea Lem., Billbergia fastuosa (C.Morren) Beer, Billbergia punicea Beer, Billbergia longifolia C.Koch & C.D.Bouché, Billbergia atropurpurea hort, ex E.Morren, Billbergia croyana Lem. ex E.Morren, Billbergia farinosa K.Koch ex E.Morren, Billbergia peruviana hort. ex E.Morren, Billbergia setosa hort. Makoy ex E.Morren, Billbergia splendida Lem. ex E.Morren, Billbergia tricolor hort. ex E.Morren, Billbergia speciosa Carrière, Billbergia schultesiana Baker, Billbergia thyrsiflora hort. ex Gentil, Billbergia pyramidalis var. croyana E.Morren, Billbergia pyramidalis var. farinosa E.Morren, Billbergia pyramidalis var. zonata (de Vriese) E.Morren): Sie gedeiht terrestrisch in Höhenlagen von 500 bis 1700 Metern in Brasilien; es gibt Funde in Venezuela und karibischen Inseln, aber dies ist wohl nicht ihre natürliche Heimat. - Billbergia reichardtii Wawra: Sie gedeiht epiphytisch in offenen Wäldern in den brasilianischen Bundesstaaten Espírito Santo sowie Minas Gerais. - Billbergia robert-readii E.Gross & Rauh: Dieser Endemit gedeiht epiphytisch in Regenwäldern in einer Höhenlage von etwa 600 Metern der südlichen peruanischen Region Madre de Dios. - Billbergia rosea Beer (Syn.: Billbergia granulosa Brongn. ex Baker, Billbergia venezuelana Mez): Sie kommt in Venezuela und auf der Insel Trinidad vor. - Billbergia rubicunda Mez: Sie wurde anhand eines kultivierten Exemplares im botanischen Garten Schönbrunn erstbeschrieben, das vielleicht aus Suriname stammt. - Billbergia rupestris L.B.Sm.: Sie gedeiht epiphytisch in einer Höhenlage von etwa 230 Metern in Brasilien und Kolumbien. - Billbergia sanderiana E.Morren (Syn.: Billbergia amoena sensu L.B.Sm. non (Loddiges) Lindl.): Sie gedeiht epiphytisch in den brasilianischen Bundesstaaten Espírito Santo, Rio de Janeiro sowie Minas Gerais. - Billbergia saundersii hort. W.Bull ex Dombrain (Syn.: Billbergia saundersii hort. W.Bull ex K.Koch, Billbergia chlorosticta Saunders, Billbergia debilis E.Pereira): Sie stammt aus dem brasilianischen Bundesstaat Bahia vor. - Billbergia seidelii L.B.Sm. & Reitz: Sie kommt nur im brasilianischen Bundesstaat Rio de Janeiro vor. - Billbergia speciosa Thunb. (Syn.: Billbergia elegans Martius ex Schultes f., Billbergia amoena var. penduliflora M.B.Foster): Sie gedeiht terrestrisch, lithophytisch oder epiphytisch in Höhenlagen bis zu 1240 Metern nur im brasilianischen Bundesstaat Minas Gerais. - Billbergia stenopetala Harms: Dieser Endemit gedeiht auf Bäumen im Regenwald nur in der peruanischen Region Loreto. - Billbergia tessmannii Harms: Dieser Endemit gedeiht epiphytisch im Regenwald in einer Höhenlage von etwa 100 Metern nur in der peruanischen Region Loreto. - Billbergia tweedieana Baker: Es gibt zwei Varietäten in Brasilien: - Billbergia tweedieana var. latisepala L.B.Sm.: Sie gedeiht lithophytisch nur im brasilianischen Bundesstaat Rio de Janeiro. - Billbergia tweedieana Baker var. tweedieana: Sie gedeiht lithophytisch nur in den brasilianischen Bundesstaaten Espírito Santo sowie Rio de Janeiro. - Billbergia violacea Beer (Syn.: Billbergia commixta C.Koch, Billbergia macrostachya Brongn. ex Baker, Billbergia stipulata Brongn. ex Baker, Billbergia stipularis Durand & Jackson): Sie gedeiht epiphytisch in Höhenlagen von etwa 350 Metern in Guayana sowie Brasilien. - Billbergia viridiflora H.Wendland: Sie gedeiht epiphytisch und lithophytisch in Höhenlagen bis zu 150 Metern von Mexiko über Guatemala bis Belize. - Billbergia vittata Brongniart (Syn.: Billbergia zonata hort. Makoy, Billbergia moreliana Henfrey, Billbergia rohaniana de Vriese, Billbergia amabilis Beer, Billbergia leopoldii hort. Belg. ex C.Koch, Billbergia excellens Miq., Bromelia rohaniana Walp., Billbergia domingosmartinsis E.Gross, Billbergia vittata var. amabilis E.Morren, Billbergia vittata var. rohani Wittm.): Sie gedeiht epiphytisch und lithophytisch in Höhenlagen von 200–1400 Metern in den brasilianischen Bundesstaaten Minas Gerais, Espírito Santo sowie Rio de Janeiro. - Billbergia zebrina (Herbert) Lindl. (Syn.: Billbergia farinosa Lindl. & Hoffmanns, Billbergia stipulate Brongn. ex K.Koch, Billbergia bicolor hort. ex E.Morren, Billbergia canterae André): Sie gedeiht epiphytisch in Höhenlagen von 15 bis 30 Metern in Brasilien, Paraguay, Uruguay sowie Argentinien. |

## Zierpflanze
Aufgrund ihrer Größe und Pflegeleichtigkeit findet man einige Arten und Züchtungen auch in privaten Sammlungen. Aber auch in manchen tropischen Parks und Gärten und auch in allen botanischen Gärten findet man diese relativ anspruchslosen und dekorativen Pflanzen. Die wohl bekannteste Art dieser Gattung ist Billbergia nutans, die auch Zimmerhafer oder Zimmerhanf genannt wird und früher in Mitteleuropa in vielen Wohnungen und Ladenschaufenstern zu finden war. Billbergien haben nur eine sehr kurze Blühphase, aber je nach Art und Sorte können ihre Kindeln schon nach einem oder erst nach mehreren Jahr/en wieder blühen.

## Weitere Bilder
Die wichtigsten Merkmale der Gattung Billbergia gezeigt mit Bildern der Hybride: Billbergia ×windii hort. Makoy ex E.Morr. = Billbergia nutans H.Wendl. ex Regel × Billbergia decora Poepp. & Endl.:

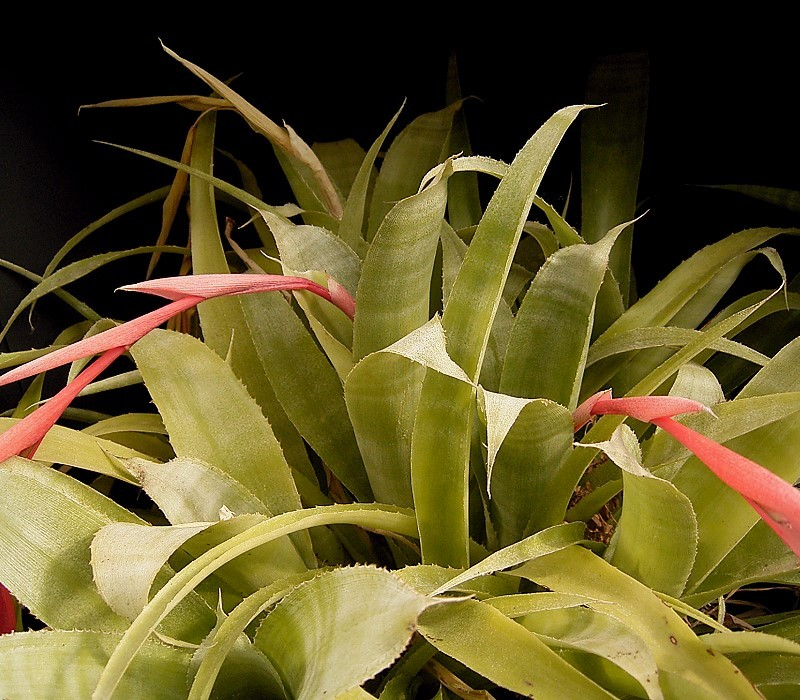
Habitus von der Seite.
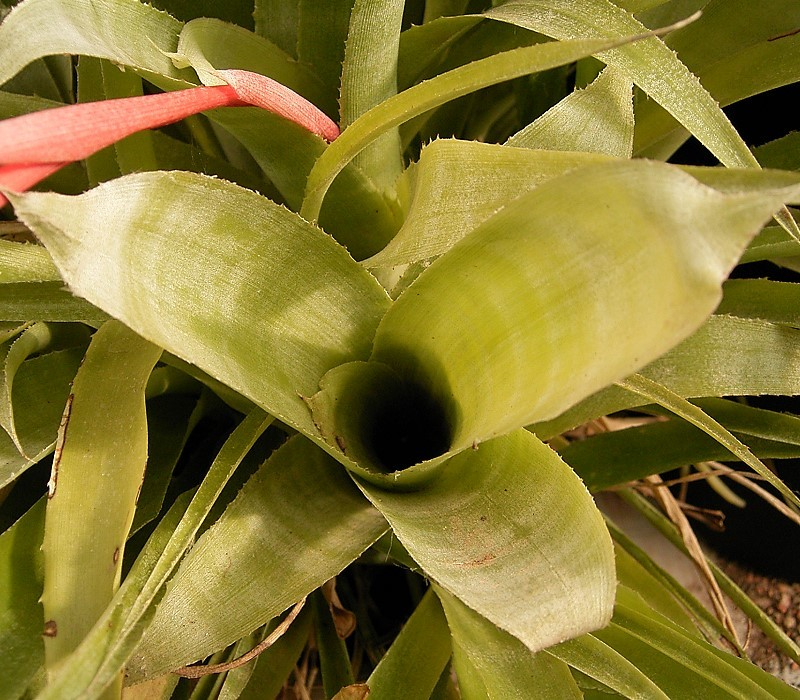
Habitus von oben.
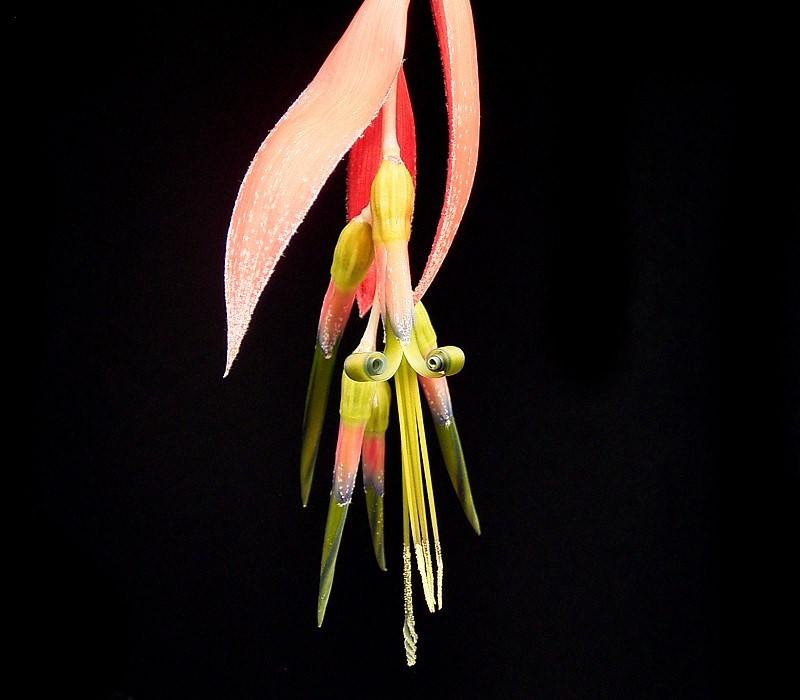
Hängender Blütenstand.
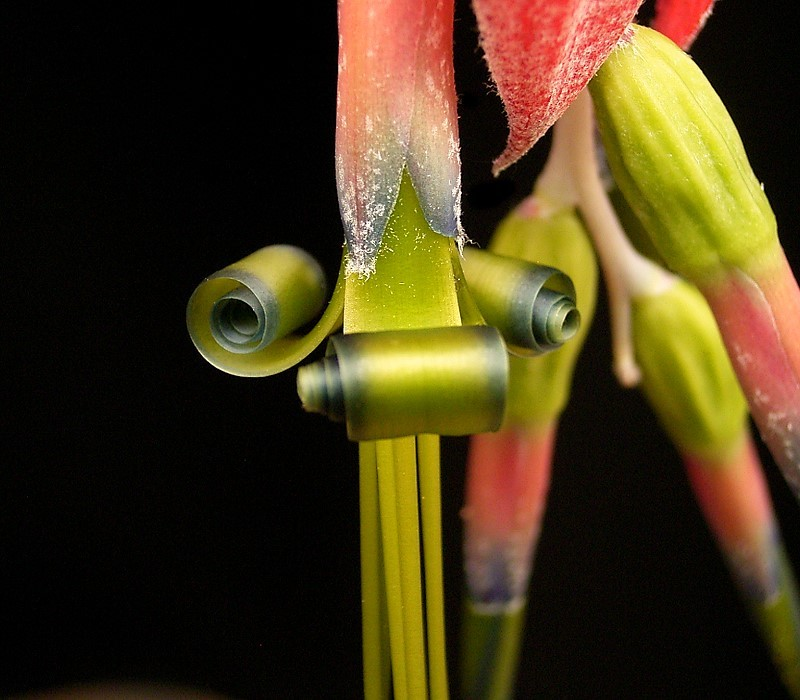
Rötliche Kelchblätter und bläuliche Kronblätter.
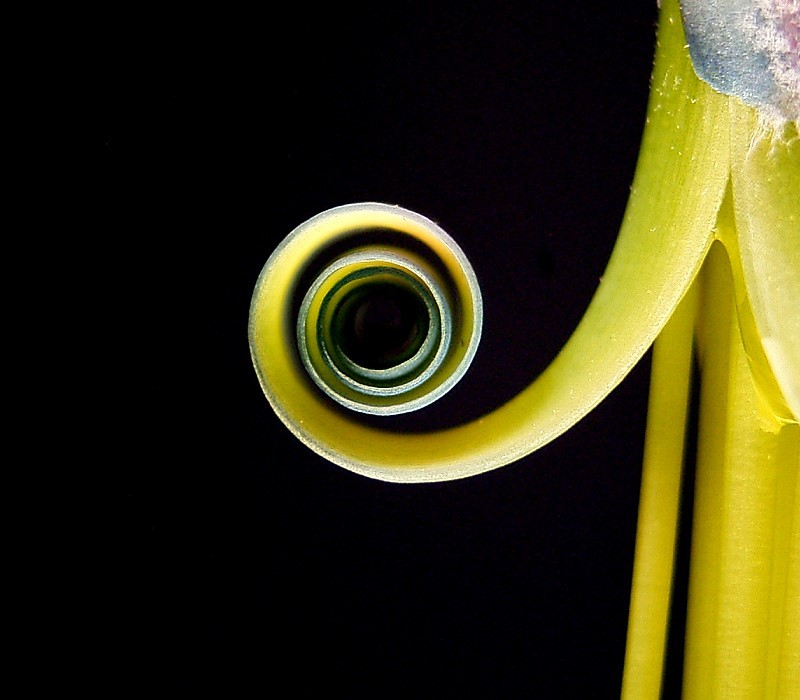
Die Kronblätter rollen sich auf im Verlauf der Blütenentwicklung.
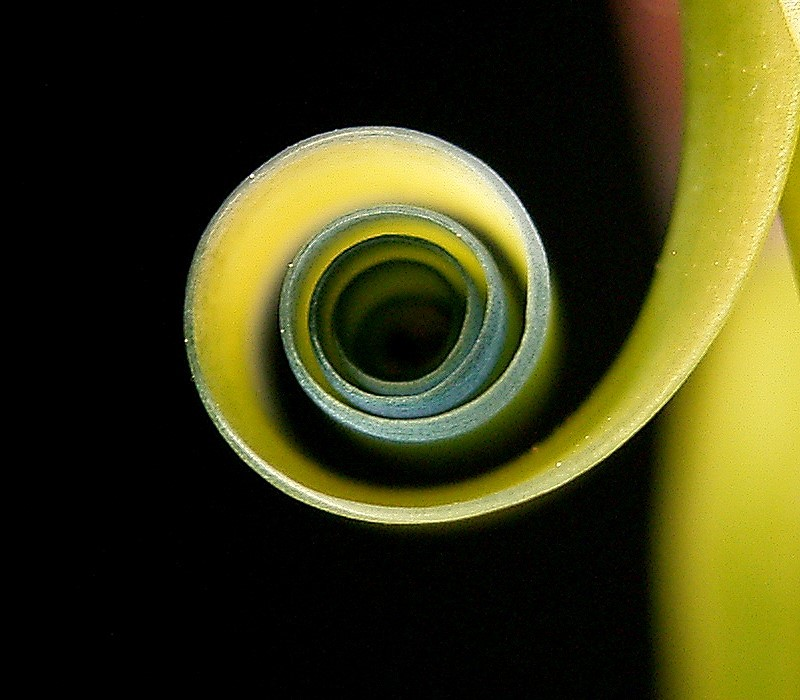
Die Kronblätter rollen sich auf im Verlauf der Blütenentwicklung.
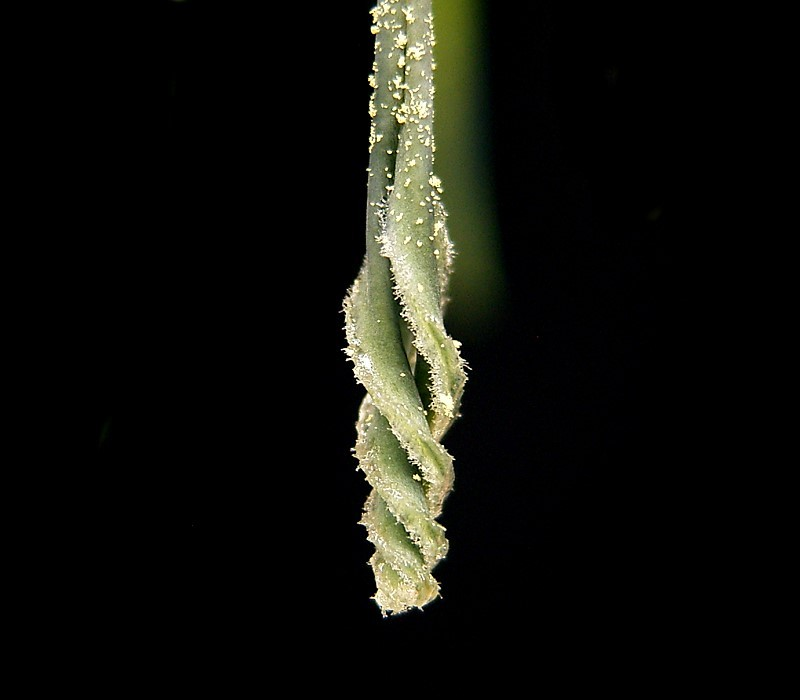
Der auffällig gedrehte Stempel.
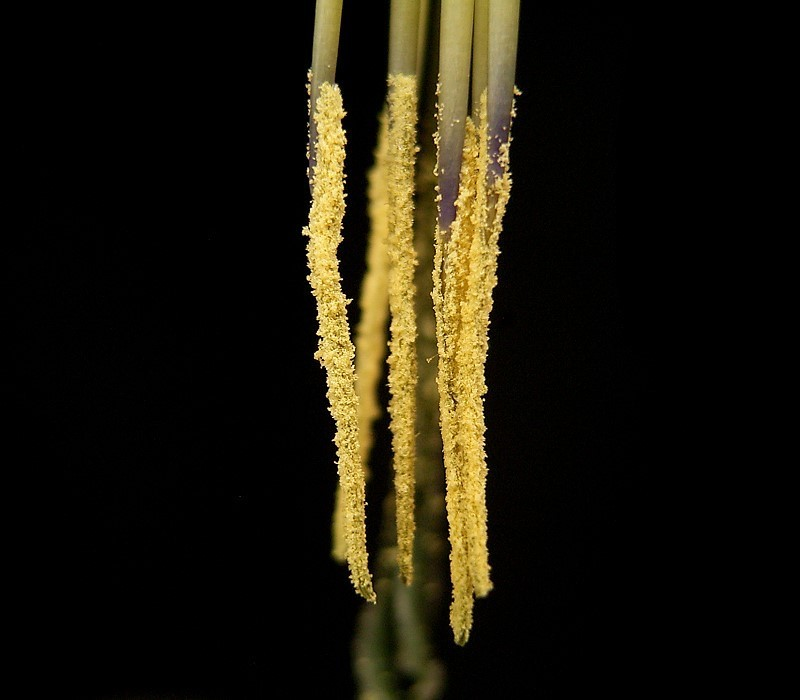
Die sechs Staubblätter.
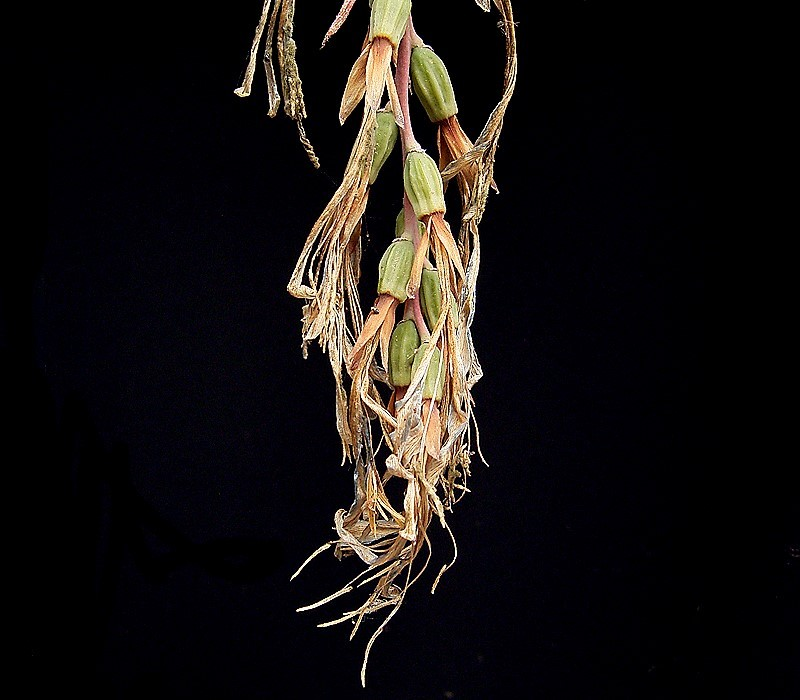
Verblühender Blütenstand, die Blüten sind schnell vergänglich und die Kronblätter entrollen sich am Ende der Anthese wieder.
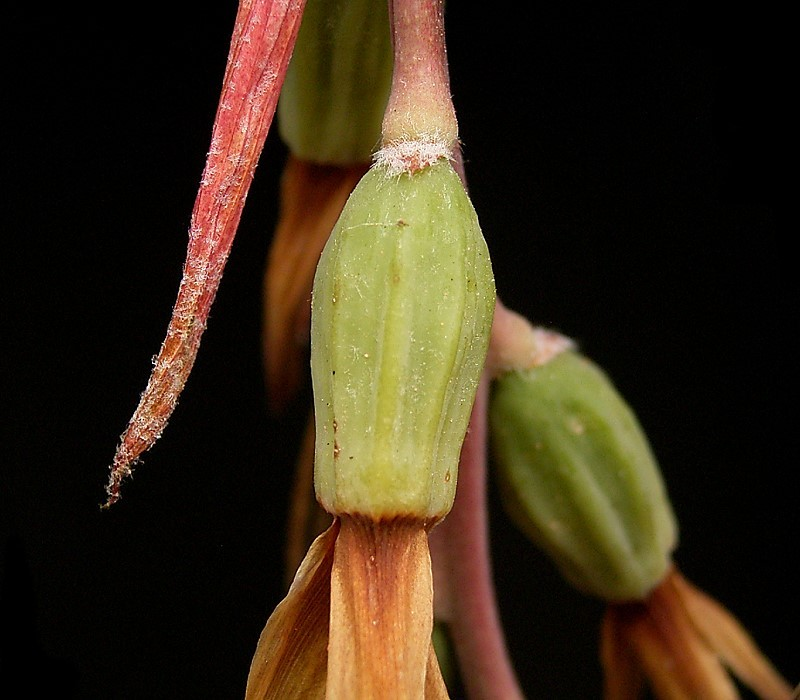
Unterständiger Fruchtknoten.
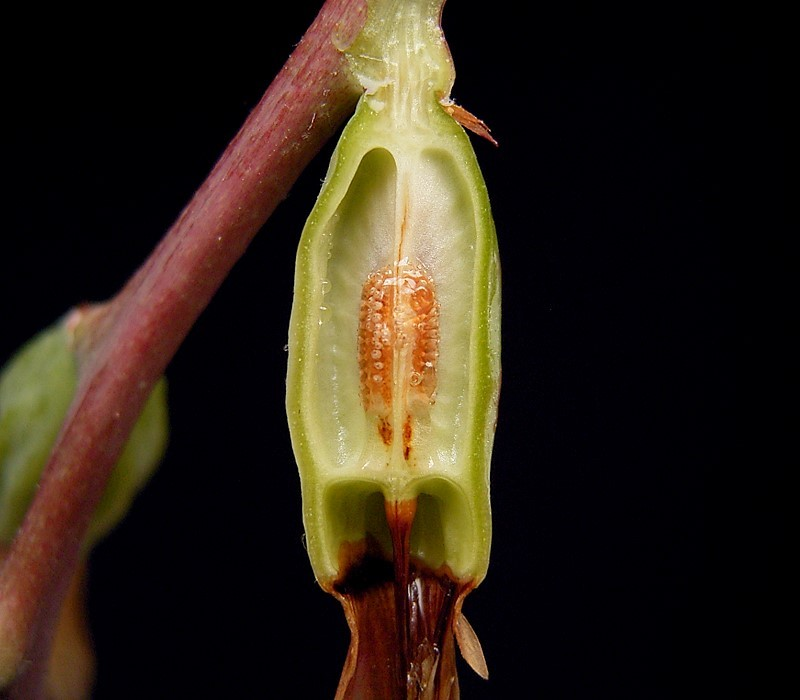
Unterständiger Fruchtknoten.